# Joan Dudok van Heel

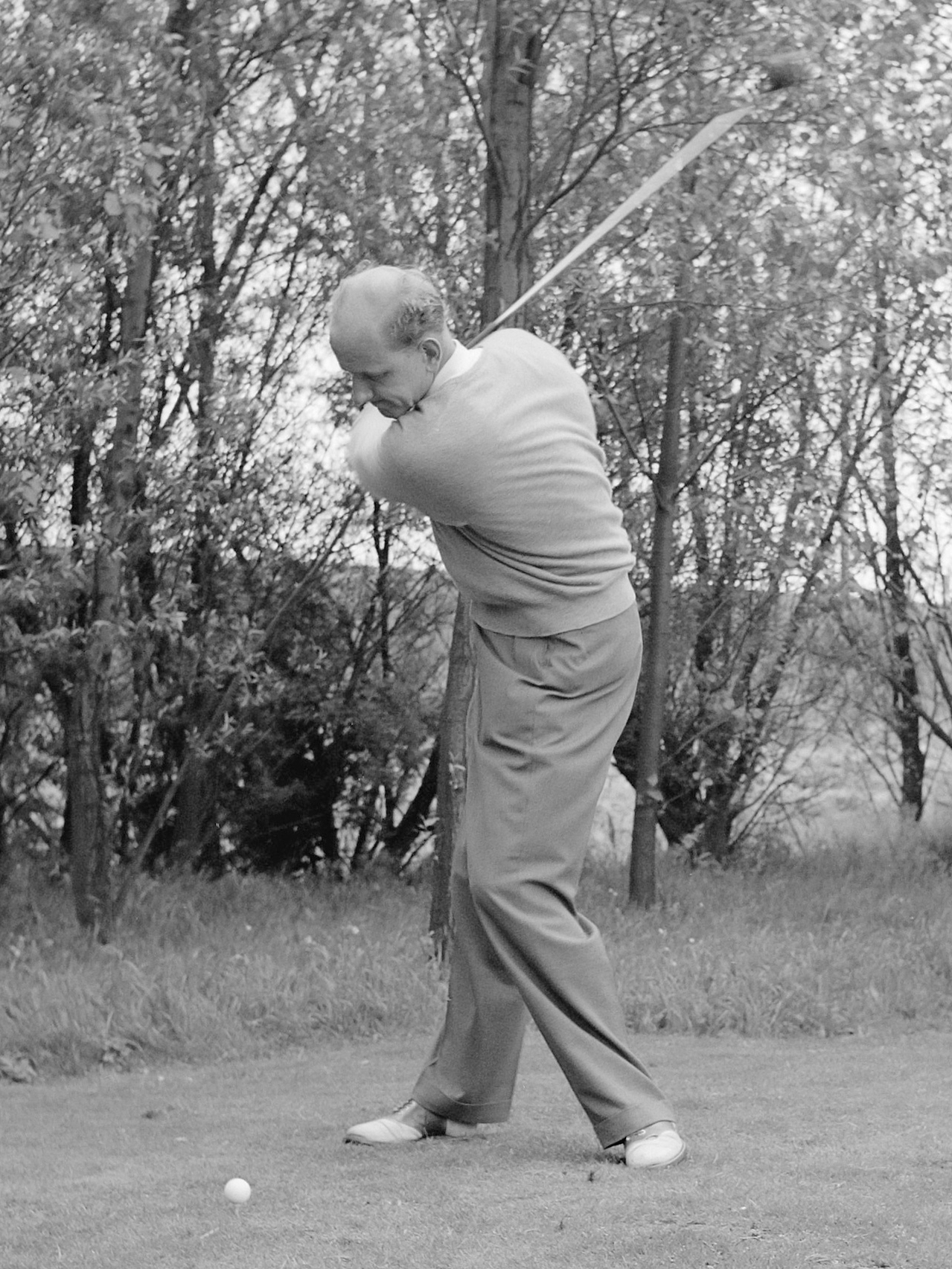
Joan Dudok van Heel (1955)

Joan Frederik Dudok van Heel (Naarden, 18 februari 1925 – Brussel, 15 mei 2003) was een Nederlands golfer en golfbaanarchitect. 

## Zijn passie
Als amateurgolfer heeft hij 15 overwinningen op zijn naam staan, zowel nationaal als internationaal, en vanaf zijn 21ste jaar heeft hij 25 jaar lang Nederland vertegenwoordigd op internationale toernooien. Zo speelt hij in 1958 de eerste editie van de Eisenhower Trophy, en later ook in 1960 en 1964 (met Jani Roland Holst).
Daarnaast is hij meerdere keren clubkampioen van de Hilversumsche Golf Club, net als Godard van Reede.
| Jaar | Titel                                   |
| ---- | --------------------------------------- |
| 1950 | Nationaal Kampioenschap Matchplay       |
| 1952 | Nationaal Kampioenschap Matchplay       |
| 1952 | Internationaal Amateur Kampioenschap    |
| 1953 | Internationaal Amateur Kampioenschap    |
| 1955 | Internationaal Amateur Kampioenschap    |
| 1959 | Nationaal Kampioenschap Matchplay       |
| 1960 | Nationaal Kampioenschap Matchplay       |
| 1960 | 1ste Nationaal Kampioenschap Strokeplay |
| 1961 | 2de Nationaal Kampioenschap Strokeplay  |
| 1962 | 3de Nationaal Kampioenschap Strokeplay  |
| 1963 | 4de Nationaal Kampioenschap Strokeplay  |
| 1963 | Nationaal Kampioenschap Matchplay       |
| 1965 | Nationaal Kampioenschap Matchplay       |
| 1967 | Nationaal Kampioenschap Matchplay       |
| 1983 | Senioren Kampioenschap                  |

Met Diana Oxley heeft hij in 1968 de Worplesdon Mixed Foursomes gewonnen.

## Ontworpen golfbanen
Tussendoor bouwt hij een carrière in het bankwezen op, maar op zijn 40ste besluit hij om zijn passie te volgen en golfbanen te gaan ontwerpen. Zin eerste baan wordt in 1968 geopend.
Hij heeft ruim vijftig banen ontworpen, vooral in Nederland, België, Duitsland en Turkije. Joan Dudok van Heel was lid van de Royal and Ancient Golf Club of St Andrews (Schotland) en van Pine Valley Golf Club (USA).

### In Nederland
| Naam                            | Gemeente       | Holes                                     | Jaar |
| ------------------------------- | -------------- | ----------------------------------------- | ---- |
| De Noordhollandse Golfclub      | Alkmaar        | 9 + 9 door Alan Rijks in 1991             | 1983 |
| Oosterhoutse Golf Club          | Oosterhout     | 18                                        | 1985 |
| Golfvereniging Reymerswael      | Rilland        | 9 + 9 holes door Alan Rijks               | 1986 |
| Golfclub Anderstein             | Maarsbergen    | 18 holes + 9 holes door Gerard Jol (2004) | 1986 |
| Golf en Countryclub Crossmoor   | Weert          | 9 + 9 holes door Hans Hertzberger         | 1986 |
| Golfclub Almeerderhout          | Almere         | 18 + 9 korte holes (1992)                 | 1987 |
| Best Golf & Country Club        | Best           | 18                                        | 1988 |
| Ieper Open Golf                 | Ieper          | 18                                        | 1990 |
| Open Golfclub Olympus           | Amsterdam-ZO   | 18 + par3 door Gerard Jol (2002)          | 1990 |
| Golfvereniging Ameland          | Hollum Ameland | 9                                         | 1991 |
| Golf & Country Club Herkenbosch | Herkenbosch    | 18                                        | 1992 |
| Golf Club BurgGolf Purmerend    | Purmerend      | 36                                        | 2001 |
| Golf Club BurgGolf Wijchen      | Wijchen        | 18                                        | 2001 |
| Golf Club BurgGolf Zoetermeer   | Zoetermeer     | 18                                        | 2002 |
| Golfclub Westerwolde            | Vlagtwedde     | 9                                         | 2002 |

### In Frankrijk
- Aa Saint-Omer Golf Club

### In België
- Damme Golf & Country Club in Sijsele-Damme (1987)
- Golf Club de Louvain-La-Neuve in Louvain-la-Neuve (1989)
- Ieper Open Golf in Ieper (1990)
- Golf Club de Pierpont in Frasnes-lez-Gosselies (1991)

### In Duitsland
- Golfplatz Gut Rohrenfeld (1987-1988)
- Golf Niedershausen, Hessen, met Thomas Himmel (1989)
- Golfplatz Wertheim, Baden-Württemberg (1989)
- Golfplatz Bayreuth e.V., Franken, met Thomas Himmel (1990-1994)
- Golfplatz Steiszlingen (1990-1994)
- Golfplatz Rottbach, met Thomas Himmel (1992-1993)

### In Turkije
- Kemer Golf & Country Club, Istanbul
- TGIF Golf Spor Kulübü - Ankara

### In Oostenrijk
- Golfclub Goldegg, SalzburgerLand (1987)

## Trivia
- Joan Dudok van Heel was de eennalaatste 'Fellow' van de European Institute of Golf Course Architects (EIGCA). Er worden geen nieuwe Fellows meer benoemd.

## Familie
Van Heel was lid van de Nederland's Patriciaatsfamilie Van Heel en een zoon van Joannes Lodewijk Dudok van Heel (1887-1969) en Christine Henriette Wijnands (1896-1965). Zijn zus Louise (1922-2007) trouwde met Robin Quintin Henri Alberdingk Thijm (1920-?), kleinzoon van Lodewijk van Deyssel. Hijzelf trouwde drie keer en had een dochter uit zijn eerste en een zoon uit zijn derde huwelijk: Oliver (Olivier), directeur bij de Aldersgate Group en Senior Associate aan de University of Cambridge's Programme for Sustainability Leadership en docent aan de University's Post-Graduate Certificate on Sustainable Business en de Mastersopleiding in Sustainability Leadership.